# Gènova
|  | Per a altres significats, vegeu «Gènova (desambiguació)». |

Gènova (en italià, Genova; en lígur, Zena) és una ciutat d'Itàlia que té 600.000 habitants, anomenats genovesos. És la capital de la ciutat metropolitana homònima i de la regió de la Ligúria. El port de Gènova és el primer d'Itàlia i el segon en importància de la Mediterrània després de Marsella. Durant la darrera centúria, Gènova ha crescut fins a absorbir 25 municipis del litoral i de les valls circumdants, i actualment està dividida en 25 circumscripcions i 71 unitats urbanes. Cap a l'oest, Sampierdarena conserva algunes vil·les dels segles xvi i xvii. L'any 2006, a Gènova les Strade Nuove i el sistema dels palaus dels Rolli foren declarats Patrimoni de la Humanitat per la UNESCO.
El gentilici és genovès i antigament genovesc, genover, genovard, genoví.
L'escut de Gènova està constituït per la Creu de Sant Jordi: creu vermella sobre fons blanc.

## Història
Genua fou una ciutat marítima dels lígurs (i sota domini romà de la província de Ligúria), probablement a causa del seu port excel·lent que la feia un gran empori comercial. El golf de Gènova es deia, llavors, Sinus Ligusticus.

### Gènova romana
No apareix esmentada fins a la Segona Guerra Púnica, quan ja era una ciutat important. Escipió va renunciar a empaitar Hanníbal cap a la vall del Roine, i va arribar amb la seva flota a Gènova (Genua) des d'on esperava oposar-se al general cartaginès a la vall del Po. Avançada la guerra, quan Magó va renovar la lluita a la zona, va desembarcar a Genua (205 aC) i, encara que la va dominar un temps, després es va traslladar a Savo, amb el propòsit de combatre els ingaunis; i probablement la va destruir, en abandonar-la, perquè el 203 aC es troba el pretor Sp. Lucretius encarregat de la seva reconstrucció.
Després apareix molt poc a la història de Roma. Al segle i aC era un municipi romà. Una via de Libarna a Dertona (la via Postúmia) passava per Genoa, cosa que va incrementar la seva prosperitat. Una inscripció esmenta un conflicte de límits entre Genua i el poble veí dels veituris, i per arbitrar es van nomenar dos germans de la família de Minucius Rufus (117 aC); aquest document permet conèixer l'existència de dues tribus properes: els veituris i els langenses (el seu nom s'ha conservat en el castell de Lanyareo a la vall del Polcevera, i aquest riu és esmentat a la inscripció com Porcobera o Procobera); als habitants de la ciutat se'ls esmenta indiferentment com a genuats o genuencs; a l'est de Genua s'esmenta el riu Feritor, avui el Bisagno.
Va romandre en poder de Roma fins a la caiguda de l'Imperi, passant després als ostrogots i als llombards, i així va perdre una gran part de la seva prosperitat i importància. El 934 fou saquejada per pirates àrabs o musulmans. Després d'això, va anar prosperant i el comú es va establir el segle xi, i esdevingué la República de Gènova.

### República de Gènova

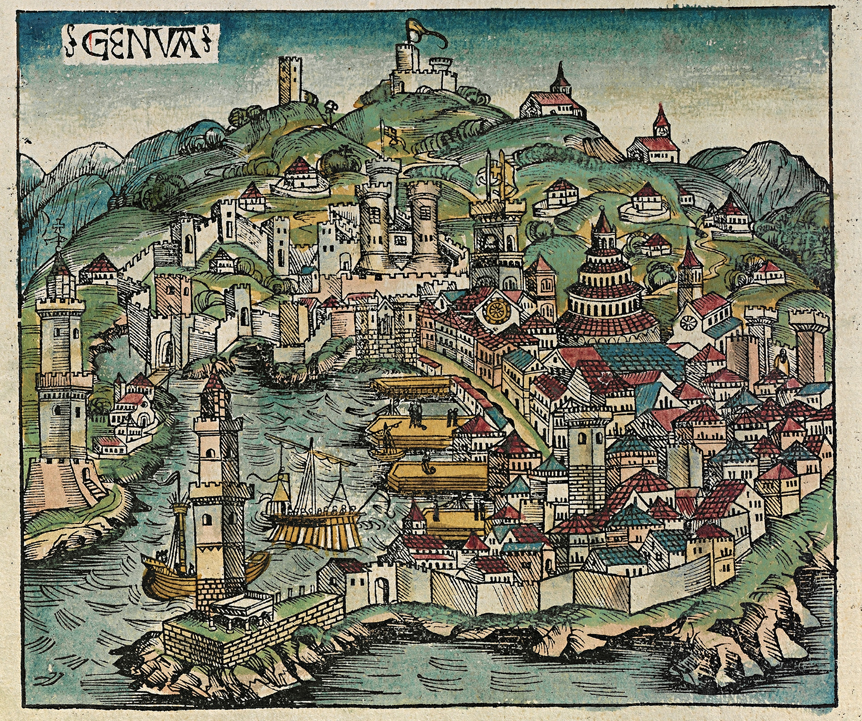
Vista de Gènova, publicat el 1483

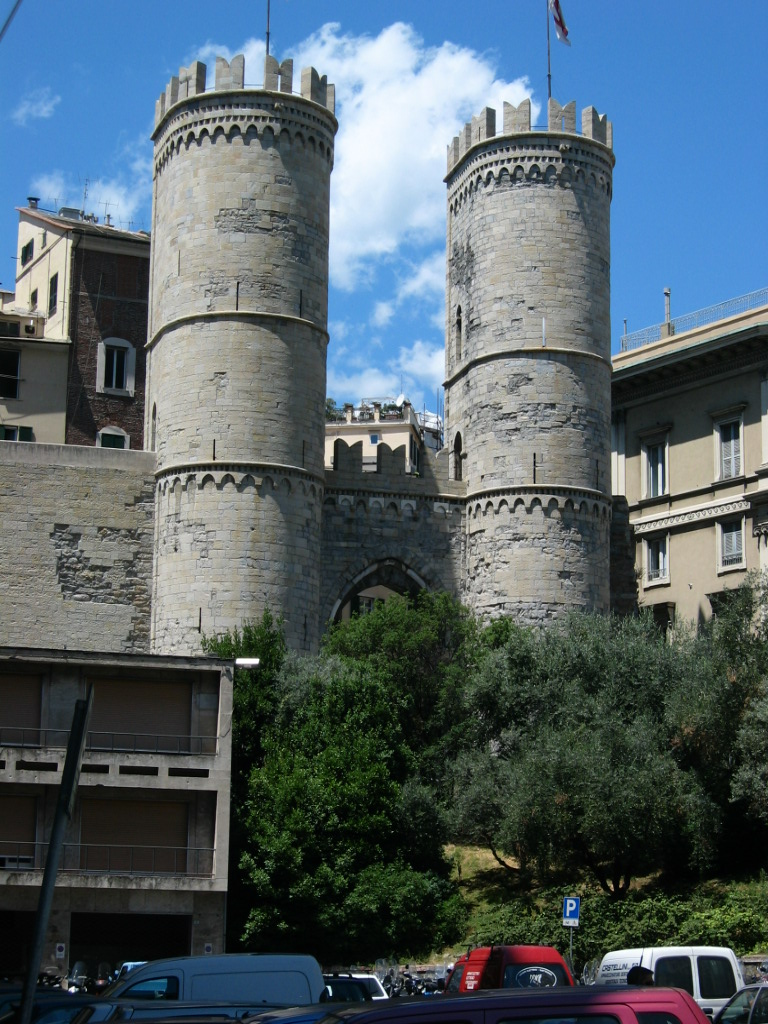
Porta Soprana

Durant l'edat mitjana es va convertir en una potència marítima; fou una de les quatre Repubbliche Marinare (Repúbliques Marineres); República de Gènova, República de Venècia, Pisa i Amalfi competien per la supremacia naval de la regió italiana i la Mediterrània, sovint enfrontant-se entre elles (guerra venecianogenoveʂa). La República de Gènova comprenia la Ligúria actual, una part del Piemont i l'illa de Còrsega i una part de la de Sardenya. També tenia colònies a l'Orient Mitjà i a l'Àfrica del Nord.
El 1497 es va fundar a Gènova el Banco di San Giorgio, considerat un dels bancs més antics del món juntament amb la Taula de canvi de Barcelona.
Durant l'edat mitjana, i especialment a partir de la Conquesta aragonesa de Sardenya, els catalans també van rivalitzar amb els genovesos, fet que donà lloc a episodis d'oberta confrontació com la Massacre dels genovesos, la Guerra catalanogenovesa (1330-36) o la Campanya mediterrània d'Alfons el Magnànim (1420-24).
Així mateix, els genovesos van finançar o prendre part en conquestes com la de Tortosa, el 1148 (setge de Turtuixa), de resultes del qual els va ser donat el domini sobre Ferreries,
El 1705 es va signar a Gènova el Tractat de Gènova entre els representants de Catalunya i del regne d'Anglaterra. Aquest tractat és un dels episodis clau de la Guerra de Successió.

### Primer Imperi Francès
Durant les guerres napoleòniques, la República de Gènova fou incorporada a França. El seu territori va formar part del Primer Imperi Francès fins a 1815.

### Regne de Sardenya-Piemont
Els delegats del Congrés de Viena van sancionar la seva incorporació al Regne de Sardenya-Piemont el 1815.
El 1849 es va produir una revolta que va ser durament reprimida pel rei Victor Manuel II.

### Itàlia unificada
El 1861 el Regne de Sardenya-Piemont va esdevenir Regne d'Itàlia, dins del procés d'unificació d'Itàlia.
Després d'un llarg període de decadència, Gènova va recuperar la seva importància portuària gràcies, d'una banda, a l'obertura del Canal de Suez. L'afavoriren així mateix la construcció de túnels ferroviaris alpins i la puixança de la industrialització, manifestada per la presència de drassanes navals, les indústries petroquímiques i el desenvolupament metal·lúrgic.
Amb tot, es registra un fort moviment migratori des de Gènova vers Amèrica, tant del nord com del sud.

### Segle XX
Després de la Primera Guerra Mundial, hi va tenir lloc la Conferència de Gènova (1922).
Arran de l'esclat de la guerra civil espanyola, nombrosos expatriats catalans van arribar a Gènova fugint de la persecució revolucionària, en molts casos gràcies a l'ajut d'alguns consellers de la Generalitat.

### Segle XXI
L'any 2001 va tenir lloc a Gènova una cimera del G8 que va donar lloc a un intens moviment de protesta contra la globalització, accentuat arran de la mort del jove Carlo Giuliani a mans de la policia.
L'any 2004 Gènova va ser Capital Europea de la Cultura.
L'any 2006 les Strade Nuove i el sistema dels palaus dels Rolli foren declarats Patrimoni de la Humanitat per la UNESCO.
El 14 d'agost de 2018 el viaducte Ponte Morandi per a vehicles de motor es va esfondrar durant un aiguat torrencial, provocant 43 morts.

## Monuments i llocs d'interès

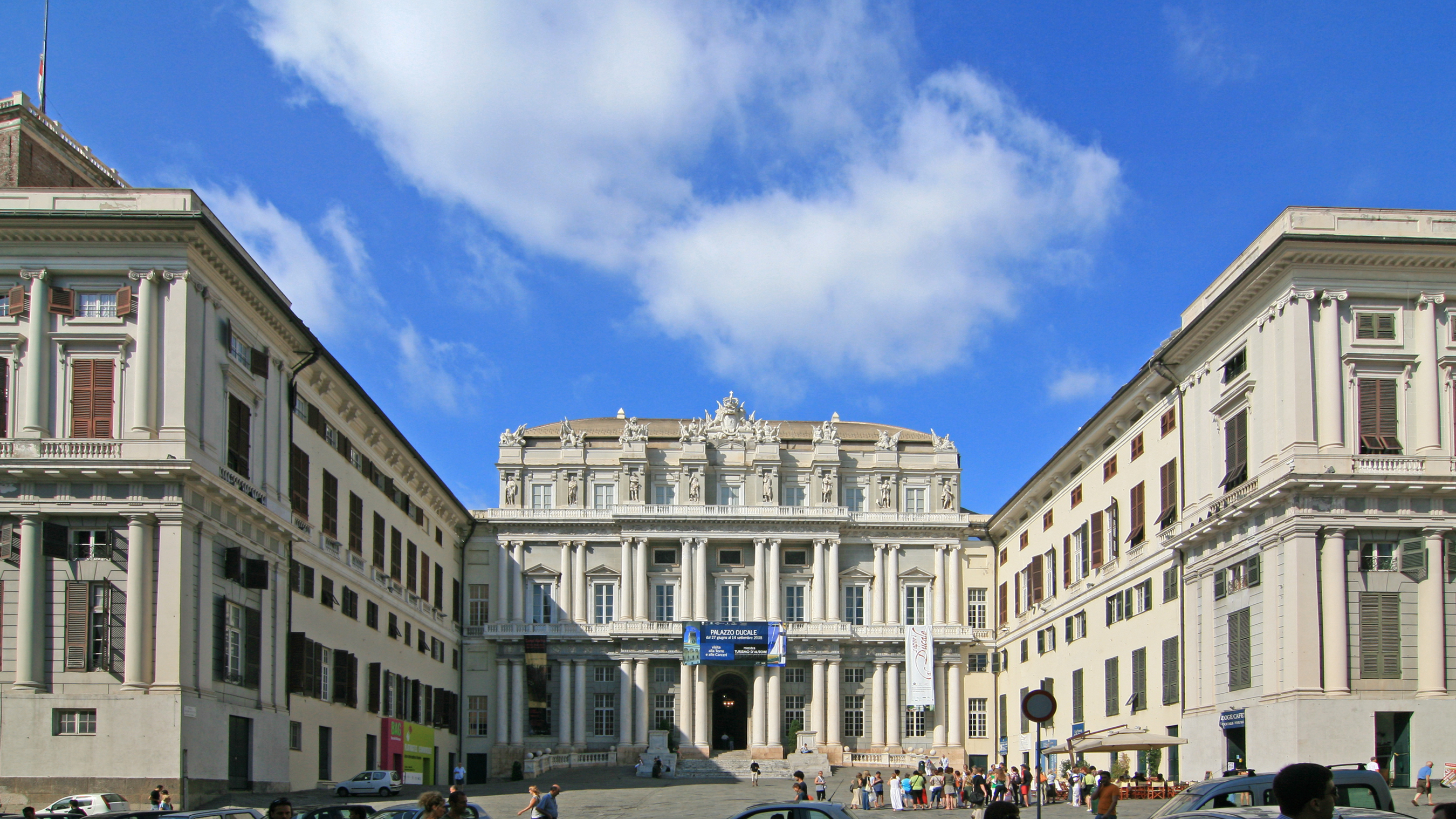
Palau Ducal

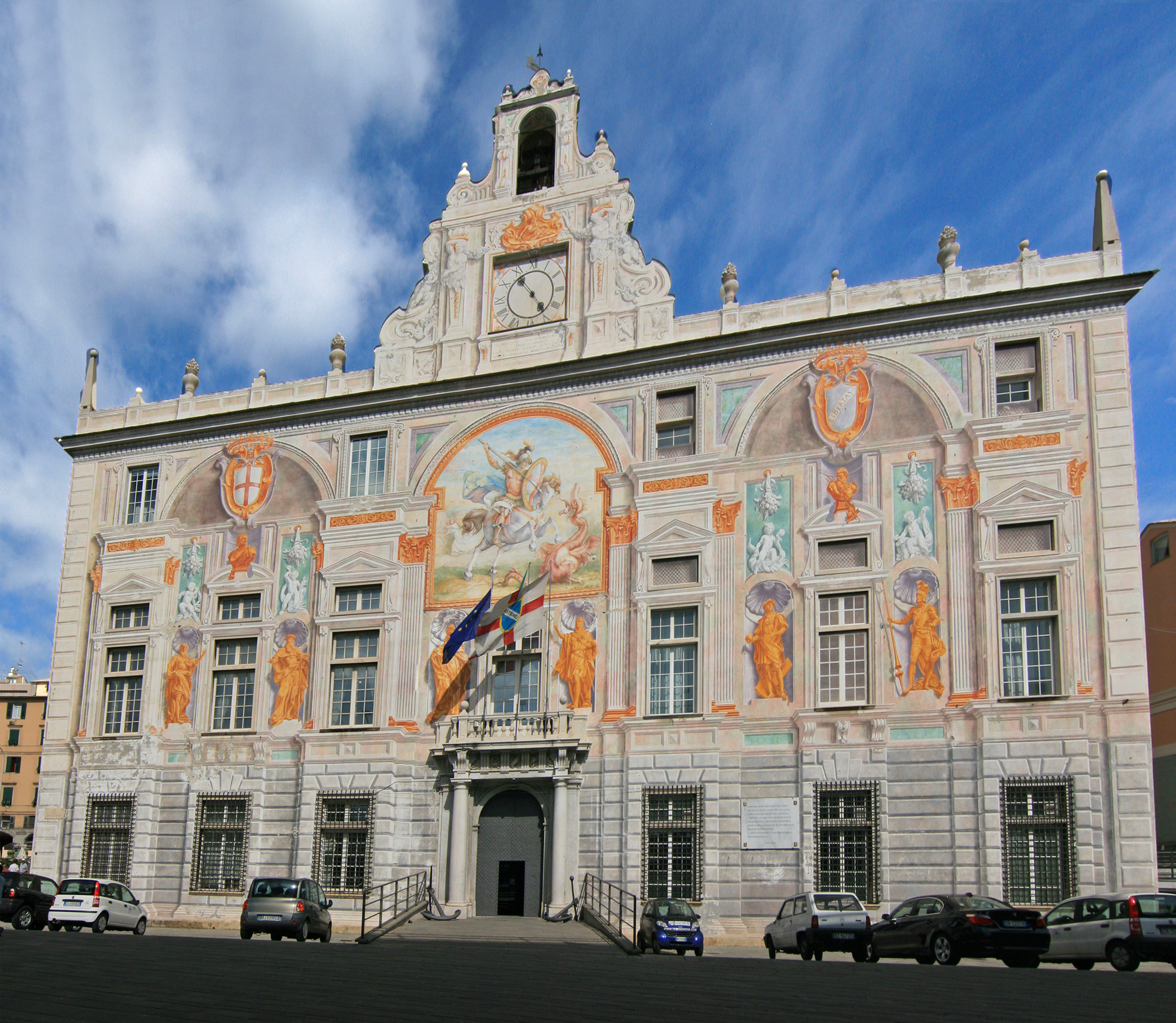
Palazzo San Giorgio, construït el 1260

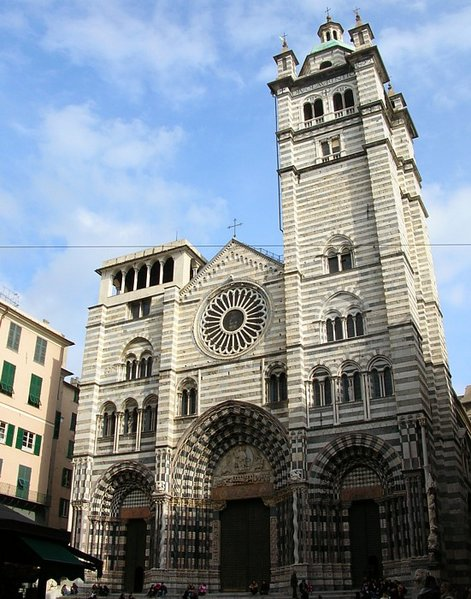
Catedral de Gènova

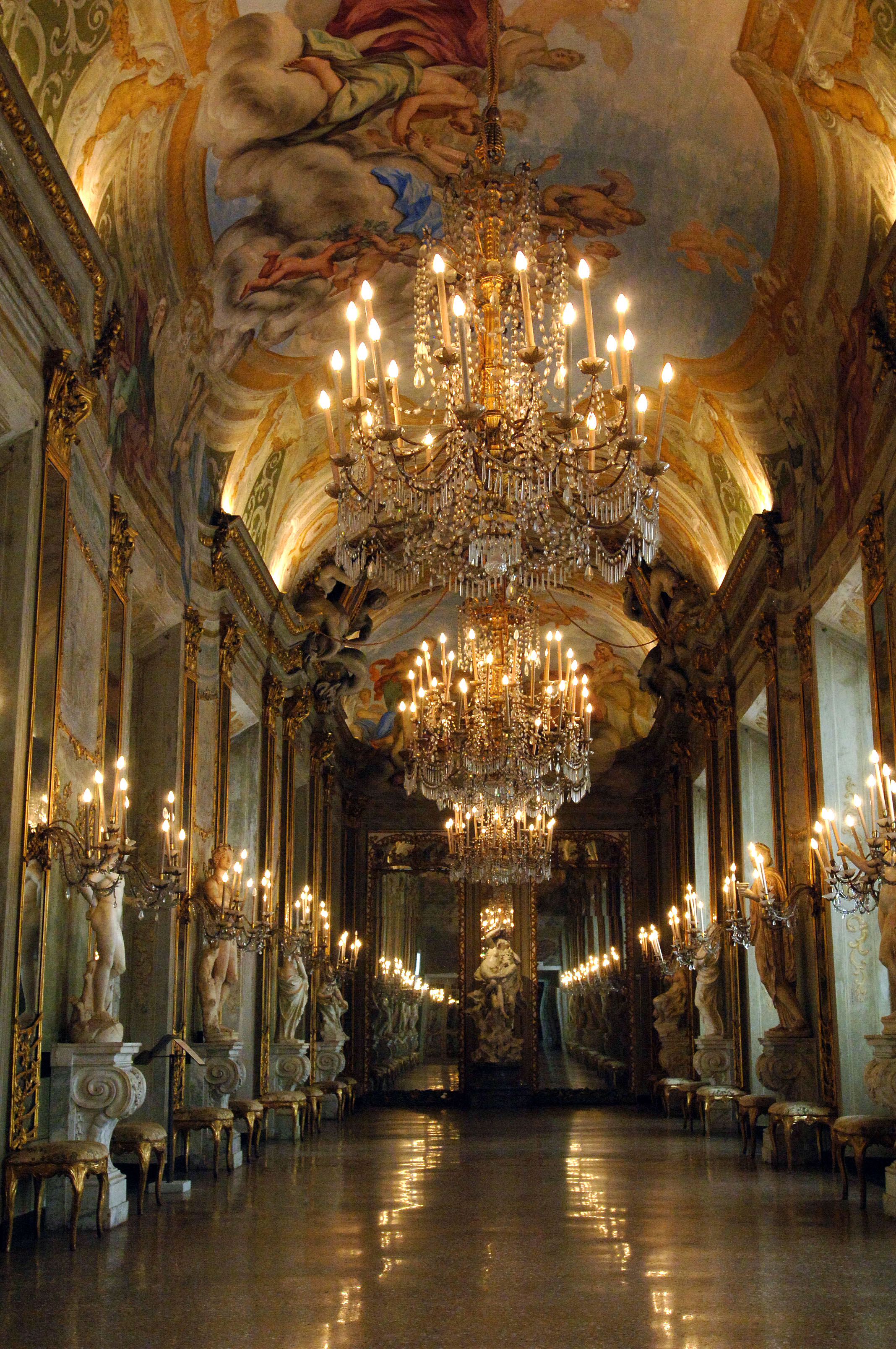
La Galeria dels Miralls del Palau Reial

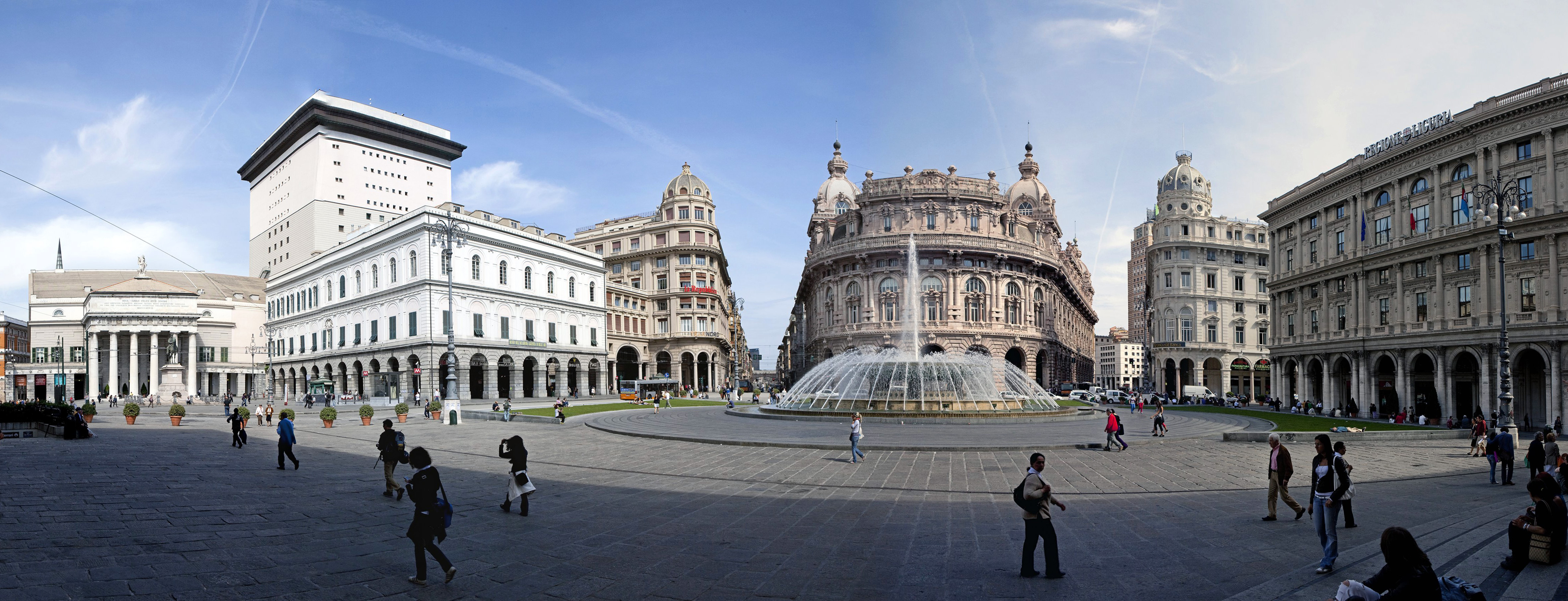
Vista de la Plaça de Ferrari

El conjunt de palaus anomenat Palazzi dei Rolli, aixecats per les grans famílies genoveses entre l'Edat Mitjana i l'Edat Moderna, va ser declarat Patrimoni Mundial de la Unesco l'any 2006.
El barri antic de Gènova és constituït per una densa i pintoresca trama de carrers, placetes i carrerons (caruggi). Hi mantenen la seva activitat un bon nombre de botigues i establiments històrics.
Dins del nucli antic es troba la Catedral de Gènova i d'altres esglésies, totes amb una rica decoració gràcies al mecenatge de les grans famílies genoveses. A la del Gesù hi ha dues pintures de Rubens. La de San Matteo reflecteix el mecenatge dels Doria. La de San Pietro in Banchi es deu a la iniciativa del govern de la ciutat. Cal remarcar, així mateix, les dues grans basíliques de la Santissima Annunziata del Vastato i de Santa Maria Assunta di Carignano. A l'església de Sant Bartomeu dels Armenis es conserva una imatge de la Santa Faç que suposadament es podria identificar amb el Mandylion.
També es troben dins el nucli històric la Porta Soprana, antiga porta del recinte murat (on hi ha diverses làpides amb inscripcions, una de les quals referida a les conquestes de Tortosa i Almeria, en què van participar els genovesos) i, al seu costat, les restes de la suposada casa de Cristòfor Colom i d'un claustre medieval reconstruït.
Testimoni notable de la Gènova medieval és l'anomenada Comanda de San Giovanni di Prè, un hospital medieval amb església annexa que va pertànyer a l'orde dels Hospitalers.
La Plaça de Ferrari, centrada per una font monumental, actua com a nexe d'unió entre la ciutat vella i la ciutat contemporània. Allà hi conflueixen el Palau Ducal, seu històrica del govern de la República de Gènova, el Teatre Carlo Felice (destruït durant la Segona Guerra Mundia, reconstruït 1981-90) i altres edificis notables com la Borsa (Dario Carbone, 1912) o la seu del govern de la Liguria (originalment, seu de la Companyia Italiana de Navegació, Cesare Gamba arquitecte, 1924)
La Galeria Giuseppe Mazzini, de finals del segle xix, és un bon testimoni d'aquesta tipologia arquitectònica tan arrelada a Itàlia (Milà, Nàpols)
La Plaça de la Victòria (Piazza della Vittoria) constitueix un ampli espai enjardinat amb testimonis de l'urbanisme d'època feixista com els edificis porticats que la flanquegen i, sobretot, l'arc de triomf que la presideix, erigit l'any 1931 i dedicat als italians morts en la Primera Guerra Mundial. En un extrem de la mateixa plaça es troba l'escalinata dita "de les caravel·les". També és de l'època feixista el gratacels anomenat Torre Piacentini (obra de l'arquitecte Marcello Piacentini) 
El port és un dels llocs més emblemàtics de Gènova amb símbols històrics com la llanterna / far i el Palau de Sant Jordi (actualment seu de l'autoritat portuària) o símbols del rellançament contemporani de la ciutat com l'Aquari, el més gran d'Europa, el museu del mar (projecte de l'arquitecte espanyol Guillermo Vázquez Consuegra) o la Biosfera i el bigo, icones de la intervenció de l'arquitecte genovès Renzo Piano en tota l'àrea portuària
Una altra peça molt representativa de l'arquitectura contemporània a Gènova és els gratacels popularment anomenat Matitone, de Skidmore Owings and Merrill (1992).
Apartats del centre es troben l'estadi Luigi Ferraris i el famós Cementiri monumental de Staglieno. Més enfora sobresurten el pintoresc barri mariner de Boccadasse o el barri residencial de Nervi.
Els ponts i viaductes són un element consubstancial al paisatge de Gènova i el seu entorn. Un dels més emblemàtics era el Pont Morandi, construït entre 1963 i 1967 segons projecte de l'enginyer Riccardo Morandi. Aquest pont va col·lapsar el 14 d'agost del 2018, causant una tragèdia.

### Museus[7]
- Museus de Strada Nuova (Palazzo Bianco, Palazzo Rosso i Palazzo Doria Tursi)
- Museu Diocesà
- Museu de Sant Agustí
- Palau Ducal
- Palau Reial
- Galeria Nacional del Palau Spínola
- Galata, museu del mar
- Aquari

## Divisió administrartiva
| Ajuntament        | Habitants (% del total) | Barris |
| ----------------- | ----------------------- | --- |
| Centro-Est        | 91,402 (15.0%)          | Prè, Molo, Maddalena, Oregina, Lagaccio, San Nicola, Castelletto, Manin, San Vincenzo, Carignano                                                                     |
| Centro-Ovest      | 66,626 (10.9%)          | Sampierdarena, Belvedere, Campasso, San Bartolomeo, San Teodoro, Angeli                                                                                              |
| Bassa Val Bisagno | 78,791 (12.9%)          | San_Fruttuoso, Sant'Agata, Marassi, Quezzi, Fereggiano, Forte Quezzi                                                                                                 |
| Media Val Bisagno | 58,742 (9.6%)           | Staglieno (Parenzo, San Pantaleo), Molassana, Sant'Eusebio, Montesignano, Struppa (Doria, Prato)                                                                     |
| Valpolcevera      | 62,492 (10.3%)          | Rivarolo, Borzoli Est, Certosa, Teglia, Begato, Bolzaneto, Morego, San Quirico, Pontedecimo                                                                          |
| Medio Ponente     | 61,810 (10.1%)          | Sestri, Borzoli Ovest, San Giovanni Battista, Cornigliano, Campi, Calcinara,                                                                                         |
| Ponente           | 63,027 (10.3%)          | Voltri, Crevari, Pra', Palmaro, Ca' Nuova, Pegli, Multedo, Castelluccio                                                                                              |
| Medio Levante     | 61,759 (10.1%)          | Foce (Genova), Brignole, San Martino (Genova), Chiappeto, Albaro, San Giuliano, Lido, Puggia                                                                         |
| Levante           | 66,155 (10.8%)          | Sturla, Quarto dei Mille, Quartara, Castagna, Quinto al Mare, Nervi, Apparizione (Genova), Borgoratti, San Desiderio (Genova), Bavari (Genova), Sant'Ilario (Genova) |

## Fills il·lustres
Entre els personatges famosos nascuts a Gènova hi ha: Cristòfor Colom, l'almirall Andreu Doria, el patriota italià Giuseppe Mazzini, el violinista Niccolò Paganini; i molts d'altres com:
- Natale Abbadia (1782-1861), compositor i director de cors.
- Leon Battista Alberti.
- Francesc Xavier Anet i Colomer.
- Carlo Barabino.
- Simone Boccanegra.
- Laura Breschi, pintora i compositora musical.
- Luigi Luca Cavalli-Sforza (1922 -), genetista, Premi Internacional Catalunya 1993.
- Vittorio Gassman.
- Riccardo Giacconi (1931 - 2018) astrofísic, Premi Nobel de Física de l'any 2002.
- Fabrizio De André.
- Beppe Grillo.
- Mario Maragliano.
- Giuseppe Mazzini.
- Eugenio Montale (1896-1981), poeta i assagista, Premi Nobel de Literatura de l'any 1975.
- Niccolò Paganini (1782 - 1840), violinista, violista, guitarrista i compositor italià.
- Gonzalo Pérez de Olaguer.
- Giuseppe Pericu, (1937) batlle municipal (1997-2007) i diputat.
- Renzo Piano.
- Ambrosi Spinola.
- Palmiro Togliatti.
- Caterina de Gènova.
- Desideri de Langres.
- Lodovico Antonio Luca Adorno (1655-1699) jesuïta missioner a la Xina.
- Sergio Ciomei (1965), pianista, organista, clavicembalista clàssic i pedagog.
- També hi va estar estretament lligat Iacopo da Varazze, que va ser arquebisbe de Gènova.